# Void Linux
Void Linux — независимый дистрибутив Linux, который использует менеджер пакетов XBPS (X Binary Package System), который был разработан и реализован с нуля и использует систему инициализации runit. Исключая блобы, базовая установка полностью состоит из свободного программного обеспечения, но пользователи могут получить доступ к официальному несвободному репозиторию для установки проприетарного программного обеспечения.

## История
Void Linux был создан в 2008 году, Хуаном Ромеро Пардинесом, бывшим разработчиком NetBSD, чтобы иметь тестовый дистрибутив для менеджера пакетов XBPS. Есть возможность создавать пакеты из исходного кода с помощью xbps-src, скорее всего, вдохновлённого pkgsrc.
В мае 2018 года, Void Linux переехал на новый веб-сайт, и на новый репозиторий кода после того, когда руководителя проекта не было несколько месяцев.

## Возможности
Void является заметным исключением для большинства дистрибутивов Linux, поскольку он использует систему инициализации  runit вместо более распространённой системы systemd, используемой другими дистрибутивами, такими как Arch Linux, CentOS, Debian, Fedora, Mageia и Ubuntu. Void — это первый дистрибутив, который по умолчанию включал библиотеку LibreSSL в качестве системной криптографической библиотеки. Командой разработчиков был объявлен отказ от использования библиотеки LibreSSL в пользу OpenSSL начиная с 5 марта 2021 года. Он также уникален среди дистрибутивов в том, что доступны отдельные установочные носители с использованием стандартной библиотеки языка Си как glibc, так и с использованием musl.
Благодаря модели разработки по типу плавающего выпуска, Void Linux постоянно обновляется, а бинарные обновления всегда содержат последнюю версию. Исходные тексты программного обеспечения имеются на GitHub, и могут быть скомпилированы с использованием прилагаемого сценария. Процесс сборки не связан с текущей системой. Также можно запустить сборку внешних архитектур.
С апреля 2017 года, Void Linux стал поддерживать Flatpak, который позволяет устанавливать последние версии пакетов с репозиториев upstream.
Джесси Смит из DistroWatch оценил быструю загрузку, основанную на runit, но закритиковал то, что документации и тестирования багов не хватает. Официальная вики, представляет собой базу данных, созданную и поддерживаемую пользователями VoidLinux. Дополнительно, для получения наиболее актуальной информации, следует обращаться к документации.

## Издания
Void Linux можно загрузить в виде базового образа либо в виде предварительно настроенного установочного носителя с рабочим окружением Xfce.
Базовый образ имеет минимальный набор программ, которые в последующем, настраиваются пользователем самостоятельно.
Ранее, в виде предварительно настроенных установочных образов, предлагались рабочие окружения Cinnamon, Enlightenment, LXDE, LXQt, MATE и GNOME, однако они больше не предлагаются «для уменьшения накладных расходов, связанных с тестированием».
Live-образы содержат установщик, который предлагает пользовательский интерфейс, основанный на ncurses. Оболочка root по умолчанию — dash.
| Платформа              | Библиотека C | Библиотека C | Графическая оболочка |     |
| Платформа              | glibc        | musl         | Xfce                 |     |
| ---------------------- | ------------ | ------------ | -------------------- | --- |
| i686                   | Да           | Нет          | Да                   |     |
| amd64                  | Да           | Да           | Да                   |     |
| Основанные на ARM      |              |              |                      |     |
| beaglebone             | Да           | Да           | Нет                  | Нет |
| cubieboard 2           | Да           | Да           | Нет                  | Нет |
| ODROID C2              | Да           | Да           | Нет                  | Нет |
| Raspberry Pi 1/2/3/4/5 | Да           | Да           | Нет                  | Нет |
| USB Armory             | Да           | Да           | Нет                  | Нет |

## Форки
Void Linux for PowerPC/Power ISA (unofficial) — ответвление дистрибутива Void Linux для архитектур  PowerPC и Power ISA поддерживаемые платформы 32-bit, 64-bit. Void-ppc обладает собственной инфраструктурой сборки и отдельным репозиторием пакетов. Доступны установочные носители с использованием glibc и musl.
Сопровождение проекта Void Linux for PowerPC/Power ISA, было прекращено в январе 2023 года.
Project Trident, ранее основавшийся на FreeBSD, стал основываться на Void после перехода на ядро Linux, но он прекратил своё существование в марте 2022 года.